# Henrik Larsson
Edward Henrik Larsson (Helsingborg, 20 settembre 1971) è un allenatore di calcio ed ex calciatore svedese, di ruolo attaccante.
La sua carriera ha visto il massimo periodo di splendore durante la militanza nel Celtic, squadra in cui è rimasto per sette anni (dal 1997 al 2004). Tra il 2004 ed il 2006 ha giocato nel Barcellona, vincendo una Champions League da protagonista, mentre in precedenza aveva disputato quattro stagioni al Feyenoord. Ha indossato anche la maglia del Manchester Utd nel 2007. Il 20 ottobre 2009 ha comunicato la decisione di ritirarsi dal calcio giocato al termine della stagione; in seguito ha intrapreso una carriera da allenatore.
È l'unico calciatore svedese ad aver partecipato a sei fasi finali di un grande torneo per nazioni (Europei e Mondiali). Nel giugno del 2009 è stato testimonial dell'Europeo Under-21 che si è disputato in Svezia. È il terzo miglior marcatore nella storia del Celtic. Con la squadra scozzese ha battuto il record di gol europei (31) segnati da un giocatore di un club britannico, in occasione della partita contro l'MTK Budapest (4-0) del 13 agosto 2003.
Universalmente riconosciuto tra i migliori calciatori svedesi della storia, nella sua carriera vanta 765 partite e 433 gol nei club in partite ufficiali e 106 presenze e 37 reti in nazionale maggiore. Il 2 giugno 2011 è stata eretta una statua in suo onore sul lungomare di Helsingborg, sua città natale.

## Biografia
Il suo soprannome è Henke. Sua madre, da cui ha preso il cognome, è svedese, mentre il padre è originario di Capo Verde. A dicembre 2021 nel corso di un'intervista per uefa.com svela che i suoi genitori decisero di dargli il cognome della madre per salvarlo dal razzismo in quanto il cognome del padre é Rocha.
Dagli inizi della carriera fino al 2001 sfoggiava un'acconciatura composta da lunghi dreadlocks biondi (anche ai mondiali di USA '94). In seguito ha sempre portato i capelli rasati.
Il 9 maggio 2006 ha ricevuto nel suo stadio, il Camp Nou di Barcellona, un premio onorario che lo insignisce del titolo di membro dell'ordine dell'impero britannico (MBE, Member British Empire), grazie proprio alla carriera avuta con il Celtic in Scozia.
È sposato ed ha due figli: Jordan nato nel 1997, anch'egli calciatore, e Janelle, fantina, nata nel 2002.

## Caratteristiche tecniche
Centravanti molto forte fisicamente e dotato di una tecnica eccezionale, Larsson era un classico giocatore di movimento che attaccava gli spazi. Abile con entrambi i piedi e dotato di un tiro potente e preciso, malgrado la statura non eccelsa si rivelò inoltre un ottimo colpitore di testa. Nel corso della sua carriera si contraddistinse anche come uomo-assist.

## Carriera

### Club

#### Svezia e Paesi Bassi
Inizia la sua carriera nell'Högaborg, con il quale realizza 23 reti in 74 gare ufficiali in tre stagioni (1988-1991). Passa in seguito all'Helsingborg, squadra della sua città, con la quale realizza 51 gol in 61 partite ufficiali in due stagioni (1991-1992 e 1992-1993), venendo poi acquistato dagli olandesi del Feyenoord. Nei Paesi Bassi rimane quattro stagioni, dal 1993 al 1997: in questi quattro campionati con la maglia biancorossa realizza 33 gol in 130 partite ufficiali vincendo due Coppe d'Olanda nel 1993-1994 e nel 1994-1995.

#### Celtic
Nel 1997 approda al Celtic, in Scozia: è il 25 luglio del 1997 quando la squadra biancoverde paga 650.000 sterline per acquistare l'attaccante svedese.Al debutto un suo errore è decisivo per la rete di Chic Charnley dell'Hibernian che vince per 2-1. Nella stagione 1997-1998 Larsson realizza 16 gol in 35 partite nella Scottish Premier League vincendo proprio il Campionato e la Coppa di Lega scozzese. La stagione seguente segna 29 gol in 35 partite di campionato.
All'inizio della stagione 1999-2000, il 21 ottobre 1999, il Celtic affronta il Lione in una gara di Coppa UEFA. Dopo 10 minuti si scontra con il difensore francese Serge Blanc fratturandosi la gamba in due punti, riportando la rottura della tibia e del perone. La partita terminerà con il punteggio di 1-0 per il Lione grazie a un gol dello stesso Blanc, che a fine gara dichiara: «È stato uno scontro totalmente involontario. Ho cercato di spostarmi, ma lui si trovava proprio poco avanti a me. Stavamo correndo assieme e non ce l'avevo di fronte, dunque il contatto era inevitabile». L'allenatore del Celtic, John Charles Barnes, racconta: «Negli spogliatoi i giocatori erano abbattuti, più a causa dell'infortunio che a causa della sconfitta». In quella stagione Larsson segna 8 volte in 9 incontri di campionato e vince la Coppa di Lega scozzese.
Ripresosi dall'infortunio, torna nella stagione 2000-2001: segna 35 gol in 37 partite, aggiudicandosi così la Scarpa d'oro 2001, che gli viene consegnata durante i Football Gala di Monaco dal presidente dell'UEFA Lennart Johansson. Il 27 agosto del 2000 al Celtic Park il Celtic batte 6-2 il Rangers, e Larsson segna due gol, il primo dei quali con un magnifico pallonetto dopo aver superato due giocatori. In quest'annata il Celtic vince la Scottish Premier League, la Scottish Cup e la Coppa di Lega scozzese. Segna 29 gol in 33 partite nella stagione 2001-2002 dove vince nuovamente la Scottish Premier League.
Nel 2002-2003 segna 28 gol in 35 partite di campionato. Nella stessa annata il Celtic raggiunge la finale di Coppa UEFA contro i portoghesi del Porto, che vincono la partita per 3-2, dopo aver segnato la rete decisiva nei tempi supplementari. Larsson segna entrambe le reti della squadra. Nella stagione successiva, 2003-2004, totalizza 30 centri in 37 incontri vincendo ancora la Scottish Premier League e la Scottish Cup.
Alla fine del campionato 2003-2004, a scadenza di contratto, decide di lasciare il Celtic per tentare l'avventura in Spagna. Larsson lascia così la squadra scozzese biancoverde dopo aver segnato 173 gol ufficiali in campionato, cannoniere più prolifico nella storia del campionato scozzese. Nel conteggio totale delle reti Larsson con la maglia del Celtic ha firmato 242 gol in 314 partite.

#### Barcellona

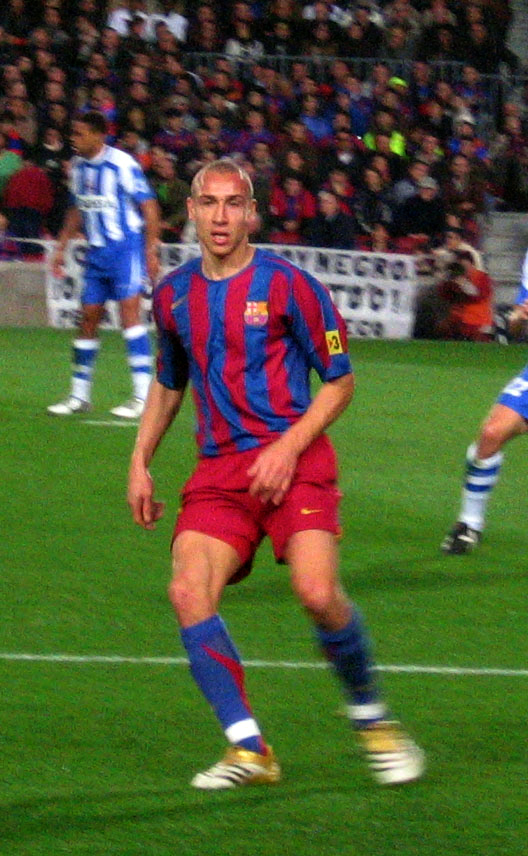
Larsson con la maglia del Barcellona

Nel 2004-2005 si trasferisce in Spagna, al Barcellona. Segna 3 gol in 12 partite di Liga e una rete in 4 partite di Champions League, segnata proprio contro il Celtic. Nell'occasione lo svedese non esulta, dichiarando a fine partita: «È stato molto difficile festeggiare il mio gol, perché ho vissuto tanti bei momenti al Celtic». A 33 anni subisce durante la partita di campionato contro il Real Madrid (vinta 3-0 dal Barcellona) la rottura del legamento crociato anteriore del ginocchio sinistro, oltre che la lesione del menisco, sempre del ginocchio sinistro. La società spagnola gli prolunga il contratto fino a giugno 2006. Nel 2004-2005 il Barcellona diventa Campione di Spagna.
Ripresosi da questo infortunio, torna in campo nella stagione 2005-2006 e vince la Supercopa de España e la Copa Catalunya. Nel novembre del 2005 viene nominato miglior giocatore svedese della storia. Raggiunta la finale di Parigi in Champions League con il Barcellona, il 17 maggio 2006, Larsson parte dalla panchina. Entrato a ripresa già cominciata, sullo 0-1 per l'Arsenal entra e fornisce entrambi gli assist, a Eto'o prima e a Belletti poi, per le due reti che permettono al Barcellona di diventare Campione d'Europa.
A novembre 2006 aveva deciso di lasciare la compagine spagnola a stagione conclusa, per tornare nella squadra della sua città, l'Helsingborg. La finale di Parigi contro l'Arsenal, resta dunque l'ultima partita di Henrik con la maglia del Barcellona dove in 54 gare ufficiali ha messo a segno 15 gol.

#### Il ritorno in Svezia e l'esperienza in Premier
Scaduto il contratto col club catalano, Larsson decide dunque di tornare nella squadra della sua città l'Helsingborg. Con la squadra svedese disputa la seconda parte di stagione nel 2006, contribuendo alla conquista della Coppa di Svezia.
Nell'inverno del 2007, approfittando del periodo di pausa dell'Allsvenskan Henke accetta la richiesta di prestito del Manchester United, con cui disputa 13 partite ufficiali segnando 3 reti. A fine stagione, i Red Devils vinceranno poi la Premier League.
Terminata l'esperienza inglese fa ritorno in Svezia nelle file dell'Helsingborg dove termina la sua carriera da calciatore. L'ultima partita giocata è stata Helsingborg-Djurgården del campionato svedese persa 0-2 il 28 ottobre 2009. Alla fine nella sua seconda militanza ha segnato complessivamente con la maglia rossoblu 70 reti in 129 presenze ufficiali.

### Nazionale

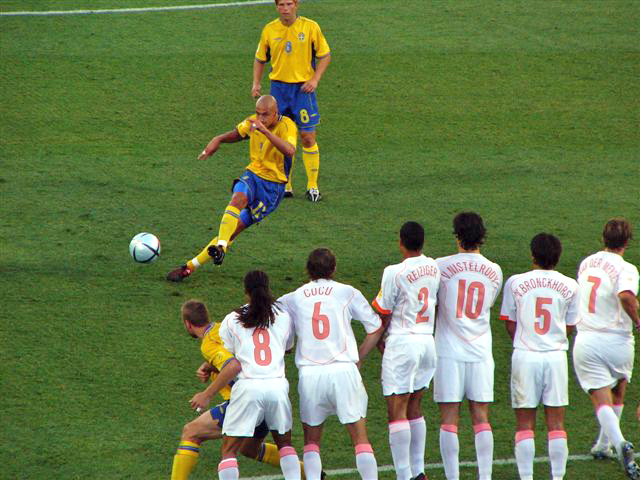
Larsson batte una punizione contro i Paesi Bassi ad Euro 2004

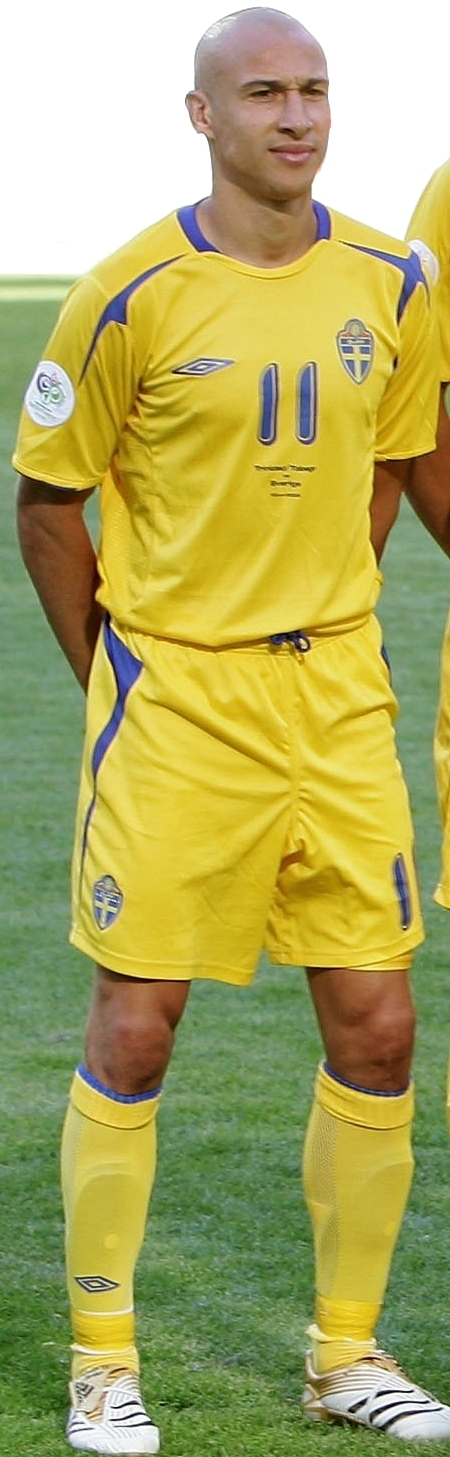
Henrik Larsson con la maglia della Nazionale svedese

Viene convocato dalla Svezia per la prima volta nel 1993 per la partita di qualificazione al Mondiale 1994 contro la Finlandia ad Helsinki e segna la rete del 2-1 (la partita si chiuderà sul 3-1 per la Svezia). Larsson dimostra grande attaccamento alla maglia svedese e contribuisce in maniera decisiva al terzo posto svedese al Mondiale 1994 segnando ai quarti, uno dei 6 calci di rigore tirati contro la Romania e nella finale per il terzo posto siglando il 3-0 nella partita che contro la Bulgaria si chiude con un rotondo 4-0. A Euro 2000 segna un gol all'Italia, ma la partita termina 2-1 per gli azzurri e la Svezia non riesce a superare la prima fase. Al Mondiale 2002 segna 3 reti.
Nel 2003 si è ritirato dalla Nazionale svedese con 73 presenze e 24 gol all'attivo. Alla vigilia di Euro 2004, torna sui suoi passi e viene reintegrato in Nazionale. Nella rassegna continentale realizza 3 reti, di cui una segnata di testa nel 5-0 della Svezia contro la Bulgaria. In Portogallo, la Svezia approda ai quarti di finale, dove viene eliminata dai Paesi Bassi ai calci di rigore. Larsson viene poi inserito nella rosa dei migliori calciatori della competizione.
Al Mondiale tedesco del 2006 gioca tutte e 3 le partite del primo girone, segnando anche la rete del pareggio contro l'Inghilterra che sigla il risultato sul 2-2 e qualifica la Svezia agli ottavi di finale. Agli ottavi di finale la Svezia perde contro la Germania padrone di casa, partita in cui Larrson calcia alto un rigore. Con questo episodio dà il secondo addio alla Nazionale.
A due anni di distanza dalla sua ultima apparizione con la maglia della Nazionale (Mondiale 2006 in Germania), Henrik Larsson è stato convocato per Euro 2008. Con questa partecipazione salgono a sei le competizioni internazionali a cui ha preso parte, ovvero tre Europei (2000, 2004, 2008) e tre Mondiali (1994, 2002, 2006).
Larsson è tornato capitano della Svezia, ereditando la fascia da Fredrik Ljungberg, che ha deciso di lasciare la Nazionale. Dopo la partita del 10 ottobre con la Danimarca persa per 1-0, Larsson ha annunciato il suo ritiro dalla Nazionale. Avrebbe dovuto giocare l'ultima partita contro l'Albania, ma a causa della prematura scomparsa del fratello Robert questo non è stato possibile. Con i suoi 38 anni e 24 giorni Larsson è diventato il calciatore svedese più vecchio ad aver indossato la maglia della Nazionale svedese.

### Allenatore
Il 14 dicembre 2009 Larsson è stato nominato allenatore del Landskrona BoIS, club di Seconda Divisione Svedese di calcio, la Superettan, ed ha firmato un contratto fino al 30 novembre 2010. Esordisce il 10 aprile 2010 nella Superettan contro il Degerfors in casa vincendo 1-0 grazie alla rete di Niklas Nielsen. L'esordio in Coppa di Svezia (il Landskrona entra al secondo turno) finisce con una sconfitta per 1-0 incassato dal Limhamn Bunkeflo con conseguente eliminazione dalla Coppa. In campionato la squadra riesce ad arrivare a ridosso delle prime restando per qualche settimana anche in terza posizione (posto che assicura lo spareggio con la terzultima della Allsvenskan); le ultime 4 partite di campionato, coincise con altrettante sconfitte, vanificano la possibilità di venir promossi e i bianconeri arrivano a piazzarsi in quinta posizione (con 13 vittorie, 6 pareggi e 11 sconfitte).
Resta alla guida del Landskrona BoIS anche per la stagione 2011. La stagione inizia con la trasferta di terzo turno di Coppa di Svezia contro il Lund che batte per 0-1. Al quarto turno incontra in trasferta ancora l'Helsingborg: i tempi regolamentari finiscono sull'1-1 e nei supplementari la gara finisce 2-4 e viene eliminato. In campionato la squadra ottiene subito numerose sconfitte consecutive. Nel girone di ritorno inanella una serie utile che porta la squadra ad uscire dalla zona retrocessione arrivando così ad una salvezza, classificandosi 10º (con 11 vittorie, 8 pareggi e 11 sconfitte). Resta al timone della squadra anche nel 2012.
La stagione 2012 inizia con la vittoria in trasferta nel secondo turno di Coppa di Svezia contro l'Enskede per 0-1. Il terzo turno vedrà la sua squadra in campo a marzo 2013. In campionato invece alterna vittorie a sconfitte concludendo la stagione al 6º posto frutto di 12 vittorie, 5 pareggi e 13 sconfitte. Il 19 novembre, di comune accordo con la società e dopo 3 stagioni, decide di lasciare la guida della squadra.
Nella stagione 2013 torna in panchina ma come vice di Kenneth Karlsson, allenatore dell'Högaborg, squadra di quarta divisione svedese (Division 2) dove milita anche il figlio di Larsson, Jordan. Dopo che una serie di infortuni ha colpito gli attaccanti della squadra, Henrik dà la sua disponibilità a giocare e il 19 giugno 2013 all'85º minuto fa il suo nuovo debutto all'età di 41 anni contro il Tenhult giocando per 7 minuti coronando così il sogno di giocare insieme a suo figlio Jordan. La partita si concluderà 4-2 per l'Högaborg, un gol dei quali segnato proprio da Jordan. "Naturalmente è un lusso raro arrivare a giocare con tuo figlio, anche se è stato solo per pochi minuti. Ha fatto bene e ne sono orgoglioso. È stato molto divertente!", ha dichiarato Henrik che era disponibile in quanto ha giocato partite con la squadra "Veterani", ed è un giocatore tesserato con squadra senior del club. Già nell'agosto del 2010 Larsson aveva giocato con i "Veterani" dell'Högaborg segnando 16 gol in cinque partite. Da ricordare che Larsson aveva promesso nel 2009, quando si ritirò che alla fine della sua carriera calcistica, che avrebbe giocato una stagione nel suo primo club, appunto l'Högaborg.
Nel 2014 Larsson è stato chiamato alla guida del Falkenberg, club neopromosso al suo debutto assoluto nel massimo campionato svedese, dove ha preso il posto di Hans Eklund a sua volta passato al Kalmar. All'ultima giornata la sua squadra ottiene la salvezza matematica concludendo la stagione al 13º posto (ultimo posto utile per la salvezza diretta) con 9 vittorie, 6 pareggi e 15 sconfitte. In Coppa di Svezia la squadra esce al 2º turno di qualificazione sconfitta in trasferta ai supplementari 2-1 dall'Trollhättan.
Il 10 novembre 2014 viene ingaggiato dall'Helsingborg[6], dove lui stesso aveva giocato in precedenza, questa volta con il ruolo di allenatore e di organizzatore dell'intera struttura del club. Qui come giocatore ritrova il figlio Jordan e gli viene concesso di ritirare la maglia numero 17 con la quale lui aveva giocato proprio nell'Helsingborg. La stagione 2015 è un po' deludente in quanto la squadra si classifica solamente all'8º posto in campionato con 11 vittorie, 4 pareggi e 15 sconfitte, mentre in Coppa di Svezia passa il 2º turno sconfiggendo il Torslanda IK per 1-4, successivamente supera il girone preliminare (1V, 2P, 0S) ma viene eliminata ai quarti di finale dall'IFK Göteborg per 2-0.
All'inizio della stagione 2016, dopo aver vinto nel secondo turno e aver superato il girone con 2 vittorie e un pareggio, arriva ai quarti di Coppa di Svezia, dove l'Helsingborg si arrende per 5-4 ai calci di rigore al Kalmar FF. In campionato invece va decisamente male terminando la stagione in terzultima posizione con 8V, 5P, 17S, posizione che porta la squadra a giocare lo spareggio contro l'Halmstads BK. La partita di andata in trasferta finisce 1-1 ma l'incredibile accade nella partita di ritorno in casa con l'Helsingborg che, in vantaggio per 1-0 fino a 4 minuti dalla fine grazie ad un gol del figlio Jordan, subisce prima il pari all'86º minuto su rigore e subito dopo al 90º il gol dell'1-2 dell'Halmstad che condanna i rossoblu alla retrocessione in Superettan. A fine partita Larsson e il figlio si recano sotto la curva dei propri tifosi per cercare di placare gli animi, ma vengono attaccati da un gruppo di tifosi incappucciati, alcuni dei quali colpiscono Jordan togliendogli anche la maglia. A seguito di questo episodio Henrik Larsson, in accordo con la dirigenza, rassegna le sue dimissioni.
Dopo quasi due anni di inattività, nell'ottobre del 2018 accetta di aiutare l'Ängelholm, squadra che stava cercando di evitare la retrocessione in quarta serie. Entra così nello staff tecnico a supporto del capo allenatore Alexander Tengryd, ma sceglie di lavorare gratis senza neppure avere un contratto.
Nel marzo del 2019 viene scelto come ambasciatore per l'Europeo 2020.
Il 16 giugno 2019 è chiamato a sostituire l'esonerato Per-Ola Ljung alla guida dell'Helsingborg, ritornando così a sedere sulla panchina rossoblu a due anni e mezzo di distanza dalla fine della sfortunata parentesi precedente. Il 22 agosto la sua squadra esce al secondo turno della Coppa di Svezia perdendo contro l'Oskarshamns AIK, che militava nella terza serie nazionale. All'indomani di questa sconfitta, rassegna le proprie dimissioni nonostante la squadra in campionato (2 vittorie, 2 pareggi e 4 sconfitte con lui alla guida) fosse risalita nel frattempo in zona salvezza: Larsson ha spiegato che la partenza è dovuta alle numerose critiche ostili nei suoi confronti ricevute da una parte dei tifosi.
Nell’agosto del 2020 torna al Barcellona come assistente di Ronald Koeman, suo compagno ai tempi di Rotterdam. Il 28 ottobre 2021, dopo la sconfitta esterna per 1-0 contro il Rayo Vallecano, il tecnico Ronald Koeman viene sollevato dall'incarico e con lui tutto lo staff, tra cui anche Larsson.

## Statistiche

### Presenze e reti nei club
Tra club, nazionale maggiore, Larsson ha giocato globalmente 871 partite segnando 470 gol, alla media di 0,54 gol a partita.
Statistiche aggiornate al termine della carriera da calciatore.
| Stagione           | Squadra            | Campionato         | Campionato | Campionato | Coppe nazionali | Coppe nazionali | Coppe nazionali | Coppe europee | Coppe europee | Coppe europee | Altre coppe | Altre coppe | Altre coppe | Totale | Totale |
| Stagione           | Squadra            | Comp               | Pres       | Reti       | Comp            | Pres            | Reti            | Comp          | Pres          | Reti          | Comp        | Pres        | Reti        | Pres   | Reti   |
| ------------------ | ------------------ | ------------------ | ---------- | ---------- | --------------- | --------------- | --------------- | ------------- | ------------- | ------------- | ----------- | ----------- | ----------- | ------ | ------ |
| 1989               | Högaborg           | D3                 | 21         | 1          | CS              | -               | -               | -             | -             | -             | -           | -           | -           | 21     | 1      |
| 1990               | Högaborg           | D3                 | 21         | 7          | CS              | -               | -               | -             | -             | -             | -           | -           | -           | 21     | 7      |
| 1991               | Högaborg           | D3                 | 22         | 15         | CS              | -               | -               | -             | -             | -             | -           | -           | -           | 22     | 15     |
| 1992               | Helsingborg        | D1                 | 31         | 34         | CS              | -               | -               | -             | -             | -             | -           | -           | -           | 31     | 34     |
| 1993               | Helsingborg        | A                  | 25         | 16         | CS              | 5               | 1               | -             | -             | -             | -           | -           | -           | 30     | 17     |
| 1993-1994          | Feyenoord          | E                  | 15         | 1          | CO              | 12              | 5               | -             | -             | -             | -           | -           | -           | 27     | 6      |
| 1994-1995          | Feyenoord          | E                  | 23         | 8          | CO              | 9               | 1               | CdC           | 6             | 7             | -           | -           | -           | 38     | 16     |
| 1995-1996          | Feyenoord          | E                  | 32         | 10         | CO              | 4               | 1               | CdC           | 7             | 1             | -           | -           | -           | 43     | 12     |
| 1996-1997          | Feyenoord          | E                  | 31         | 7          | CO              | 4               | 0               | CU            | 6             | 1             | -           | -           | -           | 41     | 8      |
| Totale Feyenoord   | Totale Feyenoord   | Totale Feyenoord   | 101        | 26         |                 | 29              | 7               |               | 19            | 9             |             |             |             | 149    | 42     |
| 1997-1998          | Celtic             | SPD                | 35         | 16         | SC+CdL          | 4+5             | 0+3             | CU            | 4             | 0             | -           | -           | -           | 48     | 19     |
| 1998-1999          | Celtic             | SPL                | 35         | 29         | SC+CdL          | 5+0             | 5+0             | UCL+CU        | 4+4           | 1+3           | -           | -           | -           | 48     | 38     |
| 1999-2000          | Celtic             | SPL                | 9          | 7          | SC+CdL          | 0+0             | 0+0             | CU            | 4             | 5             | -           | -           | -           | 13     | 12     |
| 2000-2001          | Celtic             | SPL                | 37         | 35         | SC+CdL          | 6+2             | 9+5             | CU            | 5             | 4             | -           | -           | -           | 50     | 53     |
| 2001-2002          | Celtic             | SPL                | 33         | 29         | SC+CdL          | 3+1             | 2+0             | UCL+CU        | 8+2           | 3+1           | -           | -           | -           | 47     | 35     |
| 2002-2003          | Celtic             | SPL                | 35         | 28         | SC+CdL          | 2+2             | 2+2             | UCL+CU        | 2+10          | 1+11          | -           | -           | -           | 51     | 44     |
| 2003-2004          | Celtic             | SPL                | 37         | 30         | SC+CdL          | 5+1             | 5+0             | UCL+CU        | 9+6           | 3+3           | -           | -           | -           | 58     | 41     |
| Totale Celtic      | Totale Celtic      | Totale Celtic      | 221        | 174        |                 | 36              | 33              |               | 58            | 35            |             |             |             | 315    | 242    |
| 2004-2005          | Barcellona         | PD                 | 12         | 3          | CR              | 0               | 0               | UCL           | 4             | 1             | -           | -           | -           | 16     | 4      |
| 2005-2006          | Barcellona         | PD                 | 28         | 10         | CR              | 4               | 4               | UCL           | 10            | 1             | -           | -           | -           | 42     | 15     |
| Totale Barcellona  | Totale Barcellona  | Totale Barcellona  | 40         | 13         |                 | 4               | 4               |               | 14            | 2             |             |             |             | 58     | 19     |
| 2006               | Helsingborg        | A                  | 15         | 8          | CS              | 5               | 4               | -             | -             | -             | -           | -           | -           | 20     | 12     |
| gen.-mar. 2007     | Manchester United  | PL                 | 7          | 1          | FACup+CdL       | 4+0             | 1+0             | UCL           | 2             | 1             | -           | -           | -           | 13     | 3      |
| 2007               | Helsingborg        | A                  | 22         | 9          | CS              | 1               | 0               | CU            | 11            | 9             | -           | -           | -           | 32     | 18     |
| 2008               | Helsingborg        | A                  | 27         | 15         | CS              | 1               | 0               | -             | -             | -             | -           | -           | -           | 30     | 15     |
| 2009               | Helsingborg        | A                  | 20         | 7          | CS              | 1               | 0               | UEL           | 4             | 3             | -           | -           | -           | 25     | 10     |
| Totale Helsingborg | Totale Helsingborg | Totale Helsingborg | 140        | 89         |                 | 13              | 5               |               | 15            | 12            |             |             |             | 168    | 106    |
| sett.2012          | Råå                | D3                 | 1          | 0          | CS              | -               | -               | -             | -             | -             | -           | -           | -           | 1      | 0      |
| giu.2013           | Högaborg           | D2                 | 1          | 0          | CS              | -               | -               | -             | -             | -             | -           | -           | -           | 1      | 0      |
| Totale Högaborg    | Totale Högaborg    | Totale Högaborg    | 65         | 23         |                 |                 |                 |               |               |               |             |             |             | 65     | 23     |
| Totale carriera    | Totale carriera    | Totale carriera    | 575        | 326        |                 | 86              | 50              |               | 108           | 59            |             |             |             | 769    | 435    |

### Presenze e reti in nazionale
| Cronologia completa delle presenze e delle reti in nazionale ― Svezia | Cronologia completa delle presenze e delle reti in nazionale ― Svezia | Cronologia completa delle presenze e delle reti in nazionale ― Svezia | Cronologia completa delle presenze e delle reti in nazionale ― Svezia | Cronologia completa delle presenze e delle reti in nazionale ― Svezia | Cronologia completa delle presenze e delle reti in nazionale ― Svezia | Cronologia completa delle presenze e delle reti in nazionale ― Svezia | Cronologia completa delle presenze e delle reti in nazionale ― Svezia |
| Data                                                                  | Città                                                                 | In casa                                                               | Risultato                                                             | Ospiti                                                                | Competizione                                                          | Reti                                                                  | Note                                                                  |
| --------------------------------------------------------------------- | --------------------------------------------------------------------- | --------------------------------------------------------------------- | --------------------------------------------------------------------- | --------------------------------------------------------------------- | --------------------------------------------------------------------- | --------------------------------------------------------------------- | --------------------------------------------------------------------- |
| 13-10-1993                                                            | Solna                                                                 | Svezia                                                                | 3 – 2                                                                 | Finlandia                                                             | Qual. Mondiali 1994                                                   | 1                                                                     |                                                                       |
| 10-11-1993                                                            | Vienna                                                                | Austria                                                               | 1 – 1                                                                 | Svezia                                                                | Qual. Mondiali 1994                                                   | -                                                                     |                                                                       |
| 18-2-1994                                                             | Miami                                                                 | Colombia                                                              | 0 – 0                                                                 | Svezia                                                                | Joe Robbie Cup                                                        | -                                                                     |                                                                       |
| 20-2-1994                                                             | Miami                                                                 | Stati Uniti                                                           | 1 – 3                                                                 | Svezia                                                                | Joe Robbie Cup                                                        | 1                                                                     |                                                                       |
| 20-4-1994                                                             | Wrexham                                                               | Galles                                                                | 0 – 2                                                                 | Svezia                                                                | Amichevole                                                            | 1                                                                     |                                                                       |
| 5-5-1994                                                              | Solna                                                                 | Svezia                                                                | 3 – 1                                                                 | Nigeria                                                               | Amichevole                                                            | 1                                                                     |                                                                       |
| 26-5-1994                                                             | Copenaghen                                                            | Danimarca                                                             | 1 – 0                                                                 | Svezia                                                                | Amichevole                                                            | -                                                                     |                                                                       |
| 19-6-1994                                                             | Pasadena                                                              | Camerun                                                               | 2 – 2                                                                 | Svezia                                                                | Mondiali 1994 - 1º turno                                              | -                                                                     |                                                                       |
| 24-6-1994                                                             | Detroit                                                               | Russia                                                                | 1 – 3                                                                 | Svezia                                                                | Mondiali 1994 - 1º turno                                              | -                                                                     |                                                                       |
| 28-6-1994                                                             | Detroit                                                               | Brasile                                                               | 1 – 1                                                                 | Svezia                                                                | Mondiali 1994 - 1º turno                                              | -                                                                     |                                                                       |
| 10-7-1994                                                             | Palo Alto                                                             | Romania                                                               | 2 – 2 dts (4 – 5 dtr)                                                 | Svezia                                                                | Mondiali 1994 - Quarti di finale                                      | -                                                                     |                                                                       |
| 16-7-1994                                                             | Pasadena                                                              | Bulgaria                                                              | 0 – 4                                                                 | Svezia                                                                | Mondiali 1994 - Finale 3º posto                                       | 1                                                                     |                                                                       |
| 17-8-1994                                                             | Örebro                                                                | Lituania                                                              | 2 – 4                                                                 | Svezia                                                                | Amichevole                                                            | 1                                                                     |                                                                       |
| 7-9-1994                                                              | Reykjavík                                                             | Islanda                                                               | 0 – 1                                                                 | Svezia                                                                | Qual. Euro 1996                                                       | -                                                                     |                                                                       |
| 12-10-1994                                                            | Berna                                                                 | Svizzera                                                              | 4 – 2                                                                 | Svezia                                                                | Qual. Euro 1996                                                       | -                                                                     |                                                                       |
| 16-11-1994                                                            | Solna                                                                 | Svezia                                                                | 2 – 0                                                                 | Ungheria                                                              | Qual. Euro 1996                                                       | -                                                                     |                                                                       |
| 29-3-1995                                                             | Istanbul                                                              | Turchia                                                               | 2 – 1                                                                 | Svezia                                                                | Qual. Euro 1996                                                       | -                                                                     |                                                                       |
| 1-6-1995                                                              | Solna                                                                 | Svezia                                                                | 1 – 1                                                                 | Islanda                                                               | Qual. Euro 1996                                                       | -                                                                     |                                                                       |
| 4-6-1995                                                              | Birmingham                                                            | Brasile                                                               | 1 – 0                                                                 | Svezia                                                                | Umbro Cup                                                             | -                                                                     |                                                                       |
| 8-6-1995                                                              | Leeds                                                                 | Inghilterra                                                           | 3 – 3                                                                 | Svezia                                                                | Umbro Cup                                                             | -                                                                     |                                                                       |
| 10-6-1995                                                             | Nottingham                                                            | Giappone                                                              | 2 – 2                                                                 | Svezia                                                                | Umbro Cup                                                             | -                                                                     |                                                                       |
| 6-9-1995                                                              | Göteborg                                                              | Svezia                                                                | 0 – 0                                                                 | Svizzera                                                              | Qual. Euro 1996                                                       | -                                                                     |                                                                       |
| 24-4-1996                                                             | Belfast                                                               | Irlanda del Nord                                                      | 1 – 2                                                                 | Svezia                                                                | Amichevole                                                            | -                                                                     |                                                                       |
| 9-5-1996                                                              | Helsingborg                                                           | Svezia                                                                | 2 – 1                                                                 | Slovacchia                                                            | Amichevole                                                            | -                                                                     |                                                                       |
| 1-6-1996                                                              | Solna                                                                 | Svezia                                                                | 5 – 1                                                                 | Bielorussia                                                           | Qual. Mondiali 1998                                                   | 1                                                                     |                                                                       |
| 14-8-1996                                                             | Göteborg                                                              | Svezia                                                                | 0 – 1                                                                 | Danimarca                                                             | Amichevole                                                            | -                                                                     |                                                                       |
| 9-10-1996                                                             | Solna                                                                 | Svezia                                                                | 0 – 1                                                                 | Austria                                                               | Qual. Mondiali 1998                                                   | -                                                                     |                                                                       |
| 10-11-1996                                                            | Glasgow                                                               | Scozia                                                                | 1 – 0                                                                 | Svezia                                                                | Qual. Mondiali 1998                                                   | -                                                                     |                                                                       |
| 2-4-1997                                                              | Parigi                                                                | Francia                                                               | 1 – 0                                                                 | Svezia                                                                | Amichevole                                                            | -                                                                     |                                                                       |
| 11-10-1997                                                            | Solna                                                                 | Svezia                                                                | 1 – 0                                                                 | Estonia                                                               | Qual. Mondiali 1998                                                   | -                                                                     |                                                                       |
| 25-3-1998                                                             | Vigo                                                                  | Spagna                                                                | 4 – 0                                                                 | Svezia                                                                | Amichevole                                                            | -                                                                     |                                                                       |
| 22-4-1998                                                             | Solna                                                                 | Svezia                                                                | 0 – 0                                                                 | Francia                                                               | Amichevole                                                            | -                                                                     |                                                                       |
| 28-5-1998                                                             | Malmö                                                                 | Svezia                                                                | 3 – 0                                                                 | Danimarca                                                             | Amichevole                                                            | -                                                                     |                                                                       |
| 2-6-1998                                                              | Göteborg                                                              | Svezia                                                                | 1 – 0                                                                 | Italia                                                                | Amichevole                                                            | -                                                                     |                                                                       |
| 19-8-1998                                                             | Örebro                                                                | Svezia                                                                | 1 – 0                                                                 | Russia                                                                | Amichevole                                                            | -                                                                     |                                                                       |
| 5-9-1998                                                              | Solna                                                                 | Svezia                                                                | 2 – 1                                                                 | Inghilterra                                                           | Qual. Euro 2000                                                       | -                                                                     |                                                                       |
| 14-10-1998                                                            | Burgas                                                                | Bulgaria                                                              | 0 – 1                                                                 | Svezia                                                                | Qual. Euro 2000                                                       | 1                                                                     |                                                                       |
| 10-2-1999                                                             | Tunisi                                                                | Tunisia                                                               | 0 – 1                                                                 | Svezia                                                                | Amichevole                                                            | -                                                                     |                                                                       |
| 27-3-1999                                                             | Göteborg                                                              | Svezia                                                                | 2 – 0                                                                 | Lussemburgo                                                           | Qual. Euro 2000                                                       | 1                                                                     |                                                                       |
| 31-3-1999                                                             | Chorzów                                                               | Polonia                                                               | 0 – 1                                                                 | Svezia                                                                | Qual. Euro 2000                                                       | -                                                                     |                                                                       |
| 28-4-1999                                                             | Dublino                                                               | Irlanda                                                               | 2 – 0                                                                 | Svezia                                                                | Amichevole                                                            | -                                                                     |                                                                       |
| 5-6-1999                                                              | Londra                                                                | Inghilterra                                                           | 0 – 0                                                                 | Svezia                                                                | Qual. Euro 2000                                                       | -                                                                     |                                                                       |
| 18-8-1999                                                             | Malmö                                                                 | Svezia                                                                | 0 – 0                                                                 | Austria                                                               | Amichevole                                                            | -                                                                     |                                                                       |
| 4-9-1999                                                              | Solna                                                                 | Svezia                                                                | 1 – 0                                                                 | Bulgaria                                                              | Qual. Euro 2000                                                       | -                                                                     |                                                                       |
| 8-9-1999                                                              | Lussemburgo                                                           | Lussemburgo                                                           | 0 – 1                                                                 | Svezia                                                                | Qual. Euro 2000                                                       | -                                                                     |                                                                       |
| 9-10-1999                                                             | Solna                                                                 | Svezia                                                                | 2 – 0                                                                 | Polonia                                                               | Qual. Euro 2000                                                       | 1                                                                     |                                                                       |
| 3-6-2000                                                              | Göteborg                                                              | Svezia                                                                | 1 – 1                                                                 | Spagna                                                                | Amichevole                                                            | -                                                                     |                                                                       |
| 10-6-2000                                                             | Bruxelles                                                             | Belgio                                                                | 2 – 1                                                                 | Svezia                                                                | Euro 2000 - 1º turno                                                  | -                                                                     |                                                                       |
| 15-6-2000                                                             | Eindhoven                                                             | Svezia                                                                | 0 – 0                                                                 | Turchia                                                               | Euro 2000 - 1º turno                                                  | -                                                                     |                                                                       |
| 19-6-2000                                                             | Eindhoven                                                             | Italia                                                                | 2 – 1                                                                 | Svezia                                                                | Euro 2000 - 1º turno                                                  | 1                                                                     |                                                                       |
| 16-8-2000                                                             | Reykjavík                                                             | Islanda                                                               | 2 – 1                                                                 | Svezia                                                                | Campionato nordico di calcio                                          | -                                                                     |                                                                       |
| 2-9-2000                                                              | Baku                                                                  | Azerbaigian                                                           | 0 – 1                                                                 | Svezia                                                                | Qual. Mondiali 2002                                                   | -                                                                     |                                                                       |
| 7-10-2000                                                             | Göteborg                                                              | Svezia                                                                | 1 – 1                                                                 | Turchia                                                               | Qual. Mondiali 2002                                                   | 1                                                                     |                                                                       |
| 11-10-2000                                                            | Bratislava                                                            | Slovacchia                                                            | 0 – 0                                                                 | Svezia                                                                | Qual. Mondiali 2002                                                   | -                                                                     |                                                                       |
| 28-2-2001                                                             | Ta' Qali                                                              | Malta                                                                 | 0 – 3                                                                 | Svezia                                                                | Amichevole                                                            | 1                                                                     |                                                                       |
| 24-3-2001                                                             | Göteborg                                                              | Svezia                                                                | 1 – 0                                                                 | Macedonia                                                             | Qual. Mondiali 2002                                                   | -                                                                     |                                                                       |
| 28-3-2001                                                             | Chișinău                                                              | Moldavia                                                              | 0 – 2                                                                 | Svezia                                                                | Qual. Mondiali 2002                                                   | -                                                                     |                                                                       |
| 25-4-2001                                                             | Ginevra                                                               | Svizzera                                                              | 0 – 2                                                                 | Svezia                                                                | Amichevole                                                            | -                                                                     |                                                                       |
| 2-6-2001                                                              | Solna                                                                 | Svezia                                                                | 2 – 0                                                                 | Slovacchia                                                            | Qual. Mondiali 2002                                                   | -                                                                     |                                                                       |
| 6-6-2001                                                              | Göteborg                                                              | Svezia                                                                | 6 – 0                                                                 | Moldavia                                                              | Qual. Mondiali 2002                                                   | 4                                                                     |                                                                       |
| 15-8-2001                                                             | Solna                                                                 | Svezia                                                                | 3 – 0                                                                 | Sudafrica                                                             | Amichevole                                                            | 1                                                                     |                                                                       |
| 1-9-2001                                                              | Skopje                                                                | Macedonia                                                             | 1 – 2                                                                 | Svezia                                                                | Qual. Mondiali 2002                                                   | 1                                                                     |                                                                       |
| 5-9-2001                                                              | Istanbul                                                              | Turchia                                                               | 1 – 2                                                                 | Svezia                                                                | Qual. Mondiali 2002                                                   | 1                                                                     |                                                                       |
| 7-10-2001                                                             | Solna                                                                 | Svezia                                                                | 3 – 0                                                                 | Azerbaigian                                                           | Qual. Mondiali 2002                                                   | 1                                                                     |                                                                       |
| 27-3-2002                                                             | Malmö                                                                 | Svezia                                                                | 1 – 1                                                                 | Svizzera                                                              | Amichevole                                                            | -                                                                     |                                                                       |
| 17-4-2002                                                             | Oslo                                                                  | Norvegia                                                              | 0 – 0                                                                 | Svezia                                                                | Amichevole                                                            | -                                                                     |                                                                       |
| 17-5-2002                                                             | Solna                                                                 | Svezia                                                                | 1 – 2                                                                 | Paraguay                                                              | Amichevole                                                            | -                                                                     |                                                                       |
| 25-5-2002                                                             | Tokyo                                                                 | Giappone                                                              | 1 – 1                                                                 | Svezia                                                                | Amichevole                                                            | -                                                                     |                                                                       |
| 2-6-2002                                                              | Saitama                                                               | Inghilterra                                                           | 1 – 1                                                                 | Svezia                                                                | Mondiali 2002 - 1º turno                                              | -                                                                     |                                                                       |
| 7-6-2002                                                              | Kobe                                                                  | Nigeria                                                               | 1 – 2                                                                 | Svezia                                                                | Mondiali 2002 - 1º turno                                              | 2                                                                     |                                                                       |
| 12-6-2002                                                             | Rifu                                                                  | Argentina                                                             | 1 – 1                                                                 | Svezia                                                                | Mondiali 2002 - 1º turno                                              | -                                                                     |                                                                       |
| 16-6-2002                                                             | Ōita                                                                  | Senegal                                                               | 2 – 1 gg                                                              | Svezia                                                                | Mondiali 2002 - Ottavi di finale                                      | 1                                                                     |                                                                       |
| 2-4-2003                                                              | Budapest                                                              | Ungheria                                                              | 1 – 2                                                                 | Svezia                                                                | Qual. Euro 2004                                                       | -                                                                     |                                                                       |
| 5-6-2004                                                              | Solna                                                                 | Svezia                                                                | 3 – 1                                                                 | Polonia                                                               | Amichevole                                                            | 1                                                                     |                                                                       |
| 14-6-2004                                                             | Lisbona                                                               | Bulgaria                                                              | 0 – 5                                                                 | Svezia                                                                | Euro 2004 - 1º turno                                                  | 2                                                                     |                                                                       |
| 18-6-2004                                                             | Porto                                                                 | Italia                                                                | 1 – 1                                                                 | Svezia                                                                | Euro 2004 - 1º turno                                                  | -                                                                     |                                                                       |
| 22-6-2004                                                             | Porto                                                                 | Danimarca                                                             | 2 – 2                                                                 | Svezia                                                                | Euro 2004 - 1º turno                                                  | 1                                                                     |                                                                       |
| 26-6-2004                                                             | Faro                                                                  | Paesi Bassi                                                           | 0 – 0 dts (4 – 5 dtr)                                                 | Svezia                                                                | Euro 2004 - Quarti di finale                                          | -                                                                     |                                                                       |
| 4-9-2004                                                              | Ta' Qali                                                              | Malta                                                                 | 0 – 7                                                                 | Svezia                                                                | Qual. Mondiali 2006                                                   | 1                                                                     |                                                                       |
| 8-9-2004                                                              | Göteborg                                                              | Svezia                                                                | 0 – 1                                                                 | Croazia                                                               | Qual. Mondiali 2006                                                   | -                                                                     |                                                                       |
| 9-10-2004                                                             | Solna                                                                 | Svezia                                                                | 3 – 0                                                                 | Ungheria                                                              | Qual. Mondiali 2006                                                   | 1                                                                     |                                                                       |
| 13-10-2004                                                            | Reykjavík                                                             | Islanda                                                               | 1 – 4                                                                 | Svezia                                                                | Qual. Mondiali 2006                                                   | 2                                                                     |                                                                       |
| 17-8-2005                                                             | Göteborg                                                              | Svezia                                                                | 2 – 1                                                                 | Rep. Ceca                                                             | Amichevole                                                            | 1                                                                     |                                                                       |
| 3-9-2005                                                              | Solna                                                                 | Svezia                                                                | 3 – 0                                                                 | Bulgaria                                                              | Qual. Mondiali 2006                                                   | -                                                                     |                                                                       |
| 7-9-2005                                                              | Budapest                                                              | Ungheria                                                              | 0 – 1                                                                 | Svezia                                                                | Qual. Mondiali 2006                                                   | -                                                                     |                                                                       |
| 8-10-2005                                                             | Zagabria                                                              | Croazia                                                               | 1 – 0                                                                 | Svezia                                                                | Qual. Mondiali 2006                                                   | -                                                                     |                                                                       |
| 12-10-2005                                                            | Solna                                                                 | Svezia                                                                | 3 – 1                                                                 | Islanda                                                               | Qual. Mondiali 2006                                                   | 1                                                                     |                                                                       |
| 1-3-2006                                                              | Dublino                                                               | Irlanda                                                               | 3 – 0                                                                 | Svezia                                                                | Amichevole                                                            | -                                                                     |                                                                       |
| 2-6-2006                                                              | Solna                                                                 | Svezia                                                                | 1 – 1                                                                 | Cile                                                                  | Amichevole                                                            | 1                                                                     |                                                                       |
| 10-6-2006                                                             | Dortmund                                                              | Trinidad e Tobago                                                     | 0 – 0                                                                 | Svezia                                                                | Mondiali 2006 - 1º turno                                              | -                                                                     |                                                                       |
| 15-6-2006                                                             | Berlino                                                               | Paraguay                                                              | 0 – 1                                                                 | Svezia                                                                | Mondiali 2006 - 1º turno                                              | -                                                                     |                                                                       |
| 20-6-2006                                                             | Colonia                                                               | Svezia                                                                | 2 – 2                                                                 | Inghilterra                                                           | Mondiali 2006 - 1º turno                                              | 1                                                                     |                                                                       |
| 24-6-2006                                                             | Monaco di Baviera                                                     | Germania                                                              | 2 – 0                                                                 | Svezia                                                                | Mondiali 2006 - Ottavi di finale                                      | -                                                                     |                                                                       |
| 26-5-2008                                                             | Göteborg                                                              | Svezia                                                                | 1 – 0                                                                 | Slovenia                                                              | Amichevole                                                            | -                                                                     |                                                                       |
| 1-6-2008                                                              | Solna                                                                 | Svezia                                                                | 0 – 1                                                                 | Ucraina                                                               | Amichevole                                                            | -                                                                     |                                                                       |
| 10-6-2008                                                             | Salisburgo                                                            | Grecia                                                                | 0 – 2                                                                 | Svezia                                                                | Euro 2008 - 1º turno                                                  | -                                                                     |                                                                       |
| 14-6-2008                                                             | Innsbruck                                                             | Spagna                                                                | 2 – 1                                                                 | Svezia                                                                | Euro 2008 - 1º turno                                                  | -                                                                     |                                                                       |
| 18-6-2008                                                             | Innsbruck                                                             | Russia                                                                | 2 – 0                                                                 | Svezia                                                                | Euro 2008 - 1º turno                                                  | -                                                                     |                                                                       |
| 20-8-2008                                                             | Göteborg                                                              | Svezia                                                                | 2 – 3                                                                 | Francia                                                               | Jubileumslandskamp 1958-2008                                          | 1                                                                     | cap.                                                                  |
| 6-9-2008                                                              | Tirana                                                                | Albania                                                               | 0 – 0                                                                 | Svezia                                                                | Qual. Mondiali 2010                                                   | -                                                                     | cap.                                                                  |
| 10-9-2008                                                             | Solna                                                                 | Svezia                                                                | 2 – 1                                                                 | Ungheria                                                              | Qual. Mondiali 2010                                                   | -                                                                     | cap.                                                                  |
| 19-11-2008                                                            | Amsterdam                                                             | Paesi Bassi                                                           | 3 – 1                                                                 | Svezia                                                                | Amichevole                                                            | -                                                                     | cap.                                                                  |
| 28-3-2009                                                             | Porto                                                                 | Portogallo                                                            | 0 – 0                                                                 | Svezia                                                                | Qual. Mondiali 2010                                                   | -                                                                     | cap.                                                                  |
| 1-4-2009                                                              | Belgrado                                                              | Serbia                                                                | 2 – 0                                                                 | Svezia                                                                | Amichevole                                                            | -                                                                     | cap.                                                                  |
| 6-6-2009                                                              | Solna                                                                 | Svezia                                                                | 0 – 1                                                                 | Danimarca                                                             | Qual. Mondiali 2010                                                   | -                                                                     | cap.                                                                  |
| 10-10-2009                                                            | Copenaghen                                                            | Danimarca                                                             | 1 – 0                                                                 | Svezia                                                                | Qual. Mondiali 2010                                                   | -                                                                     | cap.                                                                  |
| Totale                                                                |                                                                       | Presenze (11º posto)                                                  | 106                                                                   |                                                                       | Reti (4º posto)                                                       | 37                                                                    |                                                                       |

## Palmarès

### Club

#### Competizioni nazionali
- Coppa dei Paesi Bassi: 2

Feyenoord: 1993-1994, 1994-1995
- Campionato scozzese: 4

Celtic: 1997-1998, 2000-2001, 2001-2002, 2003-2004
- Coppa di Lega scozzese: 3

Celtic: 1997-1998, 1999-2000, 2000-2001
- Coppa di Scozia: 2

Celtic: 2000-2001, 2003-2004
- Campionato spagnolo: 2

Barcellona: 2004-2005, 2005-2006
- Supercoppa di Spagna: 1

Barcellona: 2005
- Coppa di Svezia: 1

Helsingborg: 2006
- Campionato inglese: 1

Manchester United : 2006-2007

#### Competizioni internazionali
- UEFA Champions League: 1

Barcellona: 2005-2006

### Individuale
- Scarpa d'oro: 1

2001
- Capocannoniere del Campionato scozzese: 5

1998-1999 (29 gol), 2000-2001 (35 gol), 2001-2002 (29 gol), 2002-2003 (28 gol), 2003-2004 (30 gol)
- Capocannoniere della Scottish League Cup: 1

2000-2001 (5 gol)
- Guldbollen: 2

1998, 2004
- Giocatore dell'anno della SFWA: 2

1999, 2001
- Giocatore dell'anno della SPFA: 2

1999, 2001
- Nominato Golden Player per la SvFF

2004
- Migliore marcatore nella storia della Coppa UEFA/UEFA Europa League: 40 gol
- Miglior marcatore nella storia del campionato scozzese: 173 gol